# Embalse de Kajovka
El embalse de Kajovka (ucraniano: Каховське водосховище, tr.: Kakhovs’ke vodoskhovychtche) era un lago artificial formado sobre el curso del río Dniéper, en Ucrania. Cubría una superficie de 2155 km² en los óblast de Zaporiyia, Jersón y Dnipropetrovsk. El embalse fue finalizado en 1956, a raíz de la construcción de la central hidroeléctrica de Kajovka. 
El embalse medía 240 km de largo y hasta 23 km de ancho. Su profundidad media era de 8.4 m, siendo la menor 3 m y la mayor 26 m. El volumen total de agua era de 3219 hm³. El embalse se usaba para la alimentación de centrales hidroeléctricas, para los sistema de irrigación de Kajovka y Krasnoznamianka, para instalaciones industriales y piscifactorías, y para el canal de Crimea del Norte y el Dniéper-Krivói Rog. El embalse era una vía navegable que permite a los navíos de alta mar remontar el Dniéper.
La ciudad de Kajovka, que da su nombre a la presa, a la central hidroeléctrica y al embalse mismo, se asienta sobre las orilla izquierda del embalse, una decena de kilómetros por encima de la presa. En 1947, fecha del inicio de las obras, se creó una nueva ciudad debajo mismo de la presa, Nueva Kajovka, para acoger a los trabajadores que se empleaban en la construcción de la presa, central y resto de industrias.

## Destrucción de la presa
El 6 de noviembre de 2022, mientras la presa estaba bajo el control de las autoridades rusas, una parte de la presa de Kajovka sufrió una explosión que destruyó una parte de la presa, estando la presa situada como puente del frente, en el contexto de la guerra por la invasión rusa de Ucrania. Ambas partes se acusan mutuamente de la autoría de la voladura. Según las agencias de noticias rusas, los ucranianos lanzaron seis misiles HIMARS, uno de los cuales alcanzó el extremo derecho de la presa vista desde el embalse. Por su parte, desde Ucrania acusaron a Rusia de destruir con explosivos una parte de la presa, que sirve además de puente entre ambas orillas del río Dniéper, durante una hipotética retirada rusa del lugar con el fin de detener un avance de las tropas ucranianas.

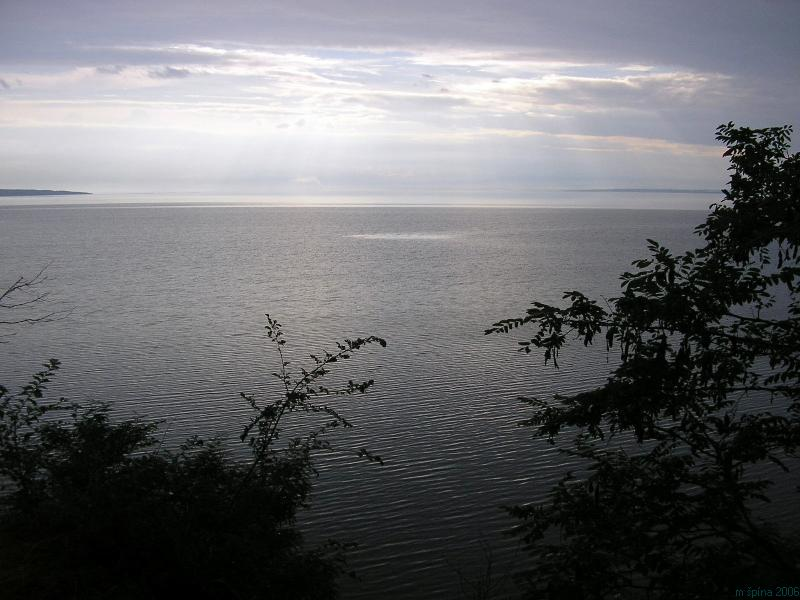
Vistas del embalse cerca de Marhanets.

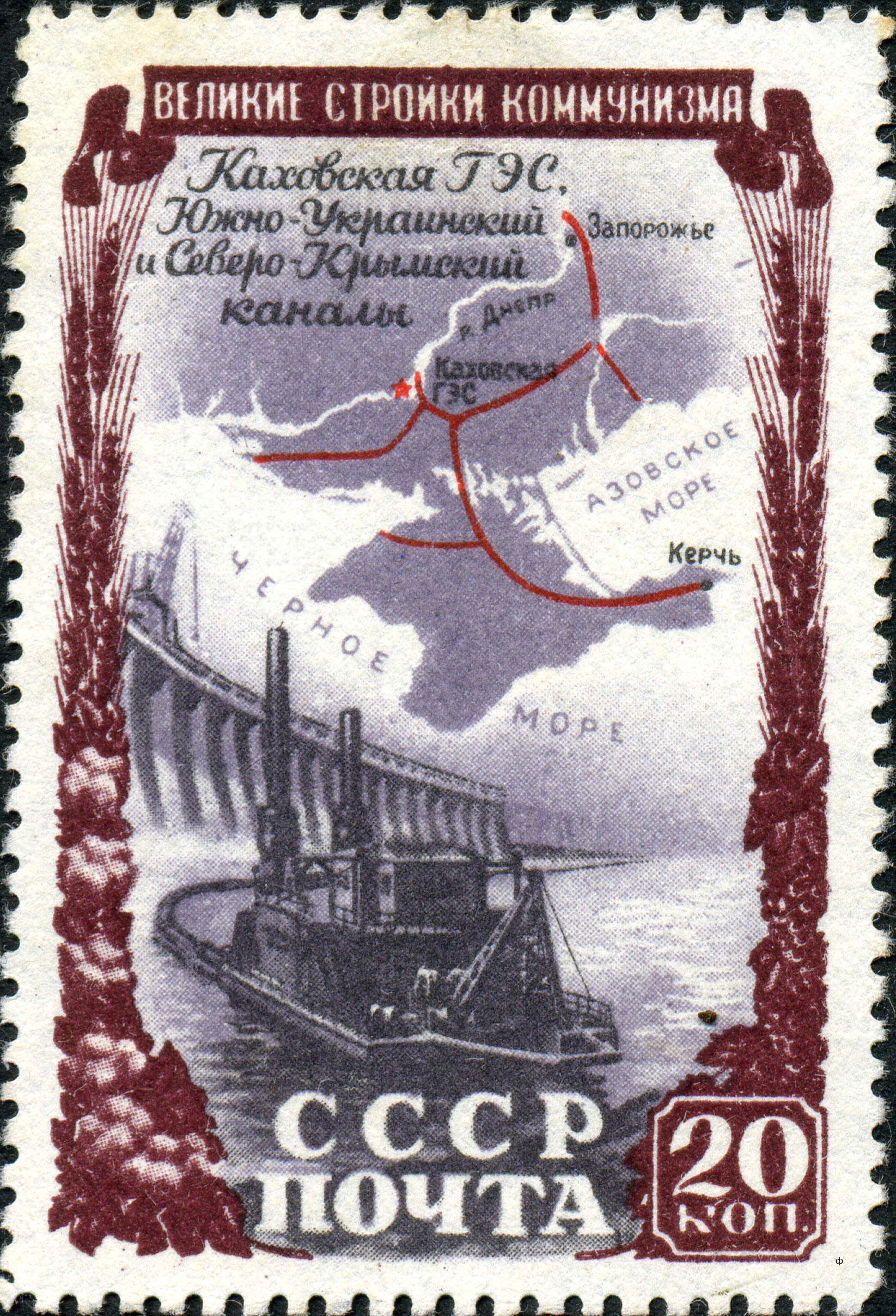
Sello soviético de 1951 sobre la central eléctrica de Kajovka dentro de la serie "Las grandes obras del comunismo".

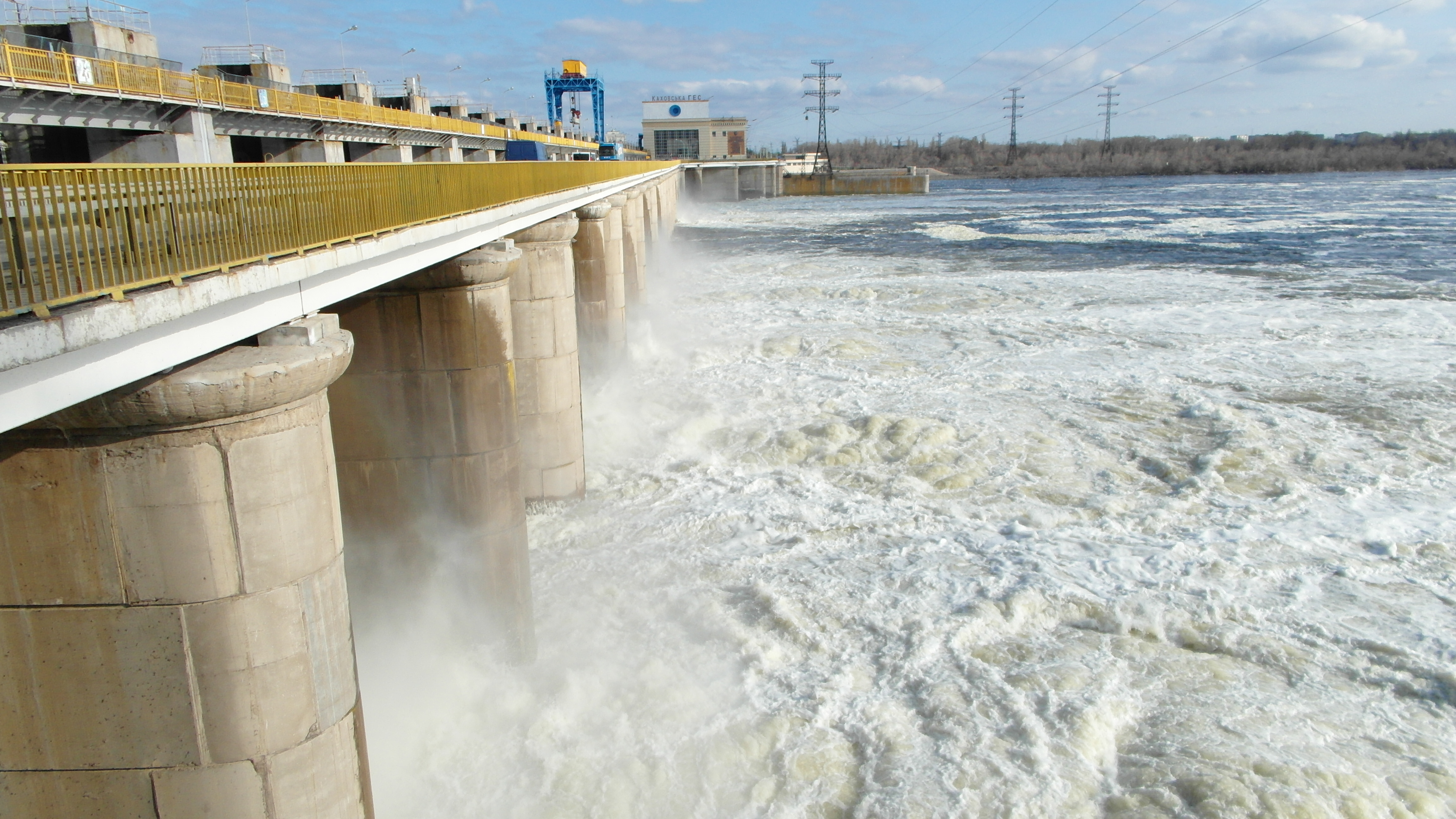
Vista de la presa de Kajovka

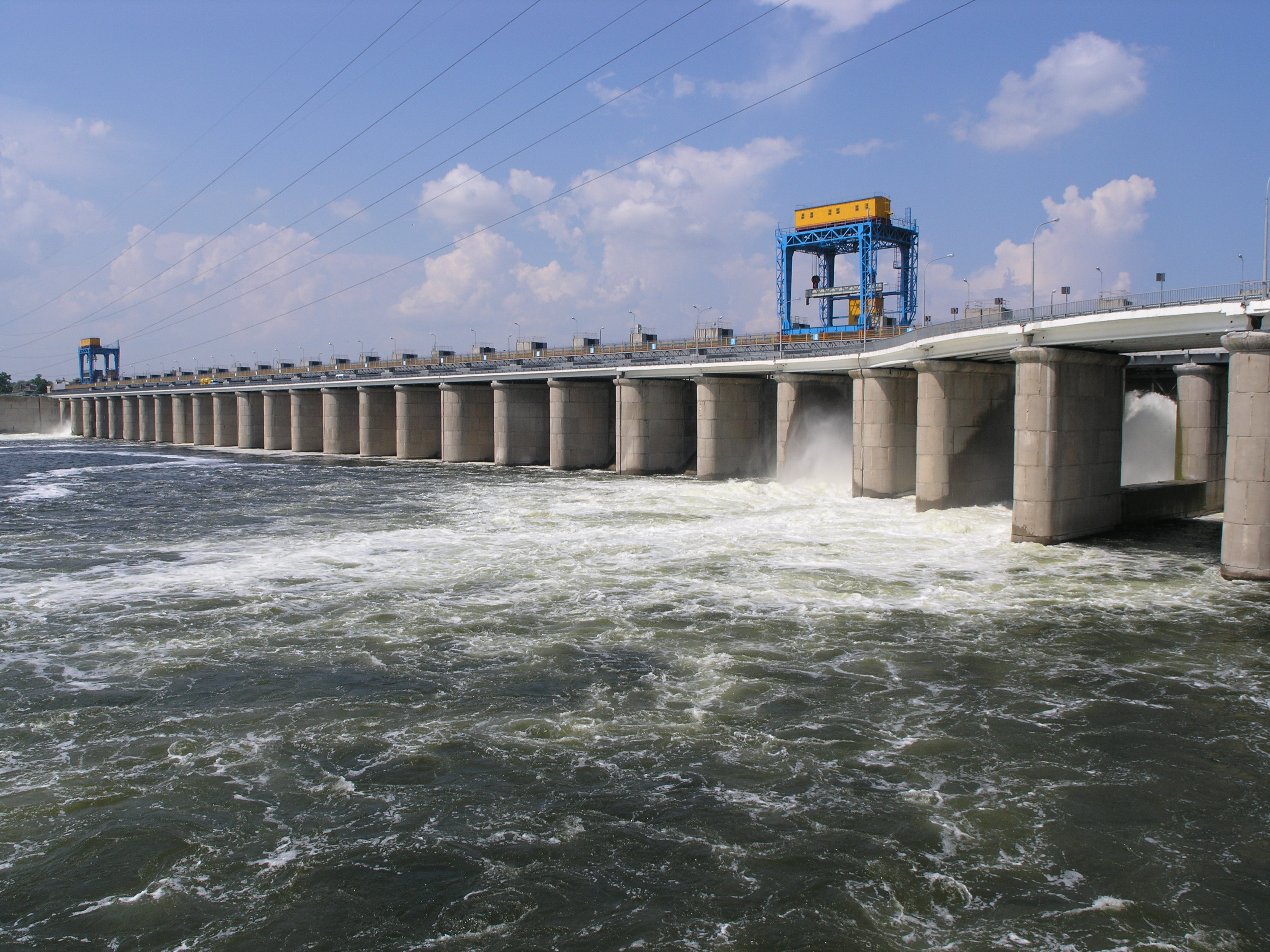
La presa del embalse de Kajovka alimentaba la central hidroeléctrica

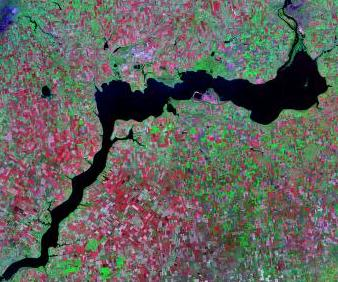
Landsat Embalse de Kajovka

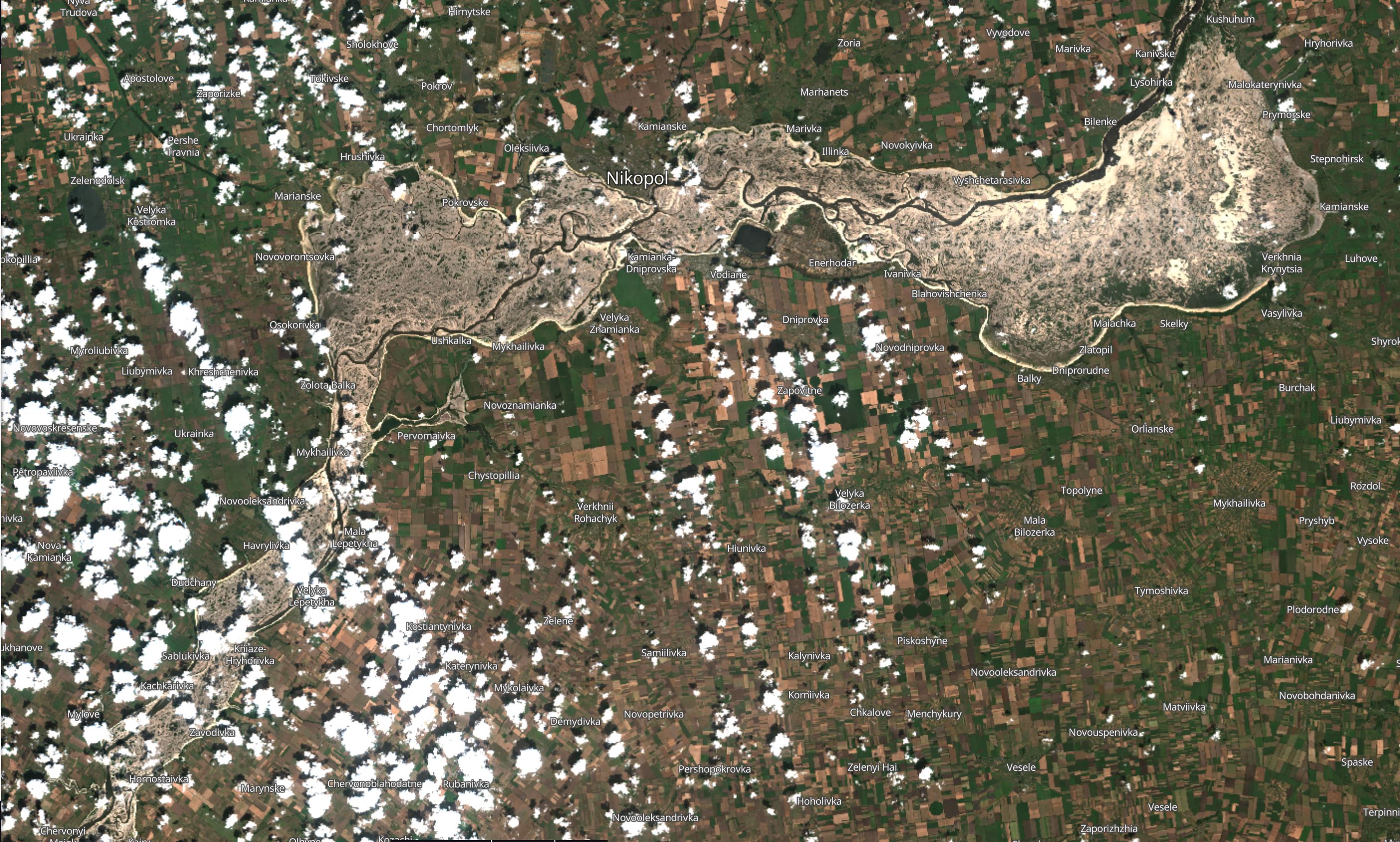
Imagen del satélite Sentinel-2 L2A tomada el 2023-07-15 del embalse vaciado (banda 4,3,2).

Con la rotura de la presa, y el consecuente derrame de la masa acuática, grandes inundaciones afectaron a decenas de miles de personas y causaron grandes daños económicos y ecológicos en la zona. Su cercanía a Jersón habría provocado cortes de luz en la ciudad. Para el 18 de junio de 2023, la mayor parte del embalse se había vaciado.
Anteriormente, el 29 de diciembre de 2022, medios de Estados Unidos habían hecho público que el general del ejército de Ucrania, Andréi Kovalchuk, lleva dirigiendo el lanzamiento de misiles de tipo HIMARS contra la presa Nueva Kajovka para inundar el cauce del río Dniéper, e intentando controlar la magnitud de la inundación según la afectación de las poblaciones de la zona.